# Mads Tofte
Mads Tofte (født 20. april 1959 i Kongens Lyngby) R. er en dansk datalog og tidligere rektor for IT-Universitetet i København. Han har særligt bidraget til funktionsprogrammering, herunder programmeringssproget Standard ML
Han blev uddannet cand.scient. i datalogi og matematik fra Københavns Universitet i 1984 og ph.d. fra University of Edinburgh i 1988. Derudover har han en e-MBA fra AVT Business School i 2014.
I 1999 blev han rektor for det nyetablerede IT-Universitetet, som som han spillede en stor rolle i at opbygge. Han forlod stillingen som rektor i 2019.
I 2010 blev han ridder af Dannebrog.
Mads Tofte forlod i 2019 Danmark til søs sammen med sin hustru Joan for at blive genforenet med parrets nigerianske adoptivdatter, Favour, i Kap Verde. Forinden havde de gennem tre år kæmpet for at få hende til Danmark, hvilket udlændingelovgivningen umuliggjorde. Året efter vendte parret hjem igen. Mads Tofte har siden holdt foredrag om parrets rejse.